# Desmopsis panamensis
Desmopsis panamensis là loài thực vật có hoa thuộc họ Na. Loài này được (B.L.Rob.) Saff. mô tả khoa học đầu tiên năm 1916.